# نینا دوبرو
نیکولینا کنستانتینوا دوبروا (به انگلیسی: Nikolina konstantinova dobreva،  زاده ۹ ژانویه ۱۹۸۹ در صوفیه) معروف به نینا دوبرو (به انگلیسی: Nina dobrev) هنرپیشهٔ کانادایی است. او در بلغارستان متولد شد و در دو سالگی به همراه خانواده به کانادا رفت و در تورنتو بزرگ شد. وی بیشتر به‌خاطر ایفای نقش الینا گیلبرت و کاترین پیرس در سریال خاطرات خون‌آشام که از شبکه سی‌دابلیو پخش می‌شد، شهرت دارد. او در حال حاضر با شاون وایت رابطه دارد.

## اوایل زندگی
نینا دوبرو با نام نیکولینا کنستانتینوا دوبروا (به بلغاری: Николина Константинова Добрева) ۹ ژانویه ۱۹۸۹ در صوفیه، بلغارستان، زاده شد و در سن دو سالگی به کانادا رفت؛ جایی که او در تورنتو، انتاریو، مطرح شد.
او به زبان فرانسوی، انگلیسی و بلغاری مسلط است.
او دارای یک برادر بزرگتر به نام الکساندر است. پدر نینا، کنستانتین نام دارد و یک متخصص کامپیوتر است. نام مادرش نیز نیهالا بوده و یک هنرمند است.
دوبرو در مدرسه دولتی جی. بی. تایرل حضور یافت؛ جایی که او حضور در کلاسهای باله و موسیقی جاز و رقابت در ژیمناستیک ریتمیک را آغاز کرد. سپس او در مدرسه وکسفورد دانشگاهی هنر در اسکاربرو، انتاریو و دانشگاه رایرسون در تورنتو در رشته جامعه‌شناسی حضور یافت، او آنجا را در سال ۲۰۰۸ به دنبال حرفه بازیگری ترک کرد.

## حرفه
اولین نقش جدی نینا دوبرو در یک درام تلویزیونی با نام نسل آینده اتفاق افتاد. استقبال مخاطبان از این چهره جدید موجب شد تا او در سه فصل از این سریال حضور داشته باشد. بازی‌های فوق‌العاده او در نقش‌های کوتاه موجب شد در اواسط سال ۲۰۰۵، پیشنهادهای بسیاری از چند کارگردان مطرح صنعت سریال سازی آمریکا داشته باشد.
تمام این موفقیت‌ها، گام به گام به گونه ای پیش رفت تا تهیه‌کنندگان سریال خاطرات خون‌آشام و مدیران شبکه معروف CW به این نتیجه برسند که می‌توان بر روی این چهره جدید سرمایه‌گذاری موفقی داشت. آن‌ها در سال ۲۰۰۹ پیشنهادی به نینا دادند که حقیقتاً قابل رد کردن نبود. آن‌ها به نینا دوبرو پیشنهاد بازی در نقش اصلی این سریال تجاری و پر هزینه را آن هم برای شش فصل پیاپی دادند.
نینا دوبرو سال ۲۰۱۵ را با فیلم آخرین دختران، آغاز کرد. او در سال ۲۰۱۶ در دو فیلم و در سال ۲۰۱۷ در سه فیلم سینمایی حضور داشت. او در ابتدای این سال در فیلم Crash Pad حضور یافت و سپس در پروژه سنگین فیلم ۳ ایکس، نقش قابل توجهی داشت که به گفته بسیاری از منتقدان، به خوبی از پس ایفای آن برآمد. او که در جایی گفته بود نمی‌خواهد تا ابد تنها در نقش نوجوانان بازی کند، با حضور در این فیلم اثبات کرد که توانایی‌هایش بیشتر از یک دختر بچه نوجوان است.
نینا دوبرو در سریال کمدی روزگار سگی از شبکه سی‌بی‌اس (CBS) هم بازی کرده‌است. نینا مجموعاً در ۲۰ فیلم سینمایی و ۱۸ سریال حضور داشته‌است. او ۲ بار هم در سال‌های ۲۰۰۹ و ۲۰۱۸ در دو موزیک ویدئو بازی کرده‌است.

## زندگی شخصی
دوبرو دارای تابعیت دوگانه کانادا و بلغارستان است. او به زبان انگلیسی و بلغاری روان صحبت می کند و به زبان فرانسه نیز مسلط است
نینا در سال ۲۰۰۷ و در صحنه سریال دگراسی با دنیل کلارک بازیگر آشنا شد. آن‌ها دو سال باهم رابطه داشتند و در سال ۲۰۰۹ از هم جدا شدند. دلیل این جدایی مشخص نبود اما گویا طبق مصاحبه‌های کلارک نینا مقصر بود. شاید دلیلش ایان بود که از همکاری آن‌ها چند ماه می‌گذشت. آن دو رابطه شان را علنی نکردند و در سال ۲۰۱۱ بود که دربارهٔ علاقه شان صحبت کردند.
دربارهٔ رابطه آن‌ها شایعاتی شنیده می‌شد. حتی گفته می‌شد که نینا باردار است اما این اخبار هرگز تأیید نشدند. تصاویر کودکی که در آغوشش بود نیز خبر ازدواج آن‌ها را داغ کرد. شایعاتی درباره‌ی اینکه از نینا بارها خواستگاری شده وجود دارد ولی در واقع در مصاحبه‌ای نینا گفت که "من شایعاتی شنیدم که ازم خواستگاری شده ولی این اتفاق نیفتاده اگه این واقعیت داشت من حلقه‌ی نامزدی تو دستم داشتم". این زوج در مه سال ۲۰۱۳ در مراسمی جدایی خود را رسماً اعلام کردن: "ما شروع کردیم به قرار گذاشتن تو زندگی واقعی/ بعد توی سریال کرکترهامون با هم قرار گذاشتن/و بعد توی زندگی واقعی جدا شدیم/این وضعیت بدی نیست و خوبه).
ایان پس از یک سال با نیکی رید، ستاره سریال گرگ و میش وارد رابطه شد. در اوایل ۲۰۱۵ به او پیشنهاد ازدواج داد.
برخلاف بسیاری از روابط هالیوود، سامرهالدر و دوبرو رابطه خود را با یک پایان بد خاتمه ندادند و نسبت به یکدیگر دوستانه و شوخ‌طبع باقی ماندند. نینا حتی با رید، همسر فعلی سامرهالدر، روابط دوستانه نزدیکی دارد.
نینا پس از ترک سریال تصمیم گرفت افکار ناراحت‌کننده را رها کند و با دوستانش به مهمانی می‌رفت. سلنا گومز نینا را به آستین استوول که در درام عشق و افتخار (Love and Honor) و سریال حکایت دلفین‌ها (Dolphin Tale) حضور یافته بود، معرفی کرد. این دو رابطه شان را آغاز کردند و یک رابطه طولانی داشتند. در اکتبر ۲۰۱۵ نینا و آستین رسماً رابطه شان را اعلام کردند. در آغاز سال ۲۰۱۶ رابطه شان به مشکلاتی دچار شد و از هم جدا شدند. دلایل جدایی شان مشخص نیست اما نینا دوباره با درک هاف دیده شد. با این حال رابطه آن‌ها یک ماه بیشتر طول نکشید.
در حین فیلمبرداری خاطرات خون اشام دوبرو در آتلانتا زندگی می کرد[51] اما پس از ترک سریال در سال 2015 به لس آنجلس نقل مکان کرد.[4]
از سال ۲۰۱۹ نینا با شاون وایت، دارنده مدال طلای المپیک، بازیگر و موسیقی دان رابطه دارد.
در ژوئیه ۲۰۲۰، اعلام شد که دوبرو در یک اقتباس تلویزیونی از مجموعه کتاب های Woman ۹۹ نقش آفرینی کرده و به عنوان تهیه کننده اجرایی خواهد بود.

## فیلم‌شناسی

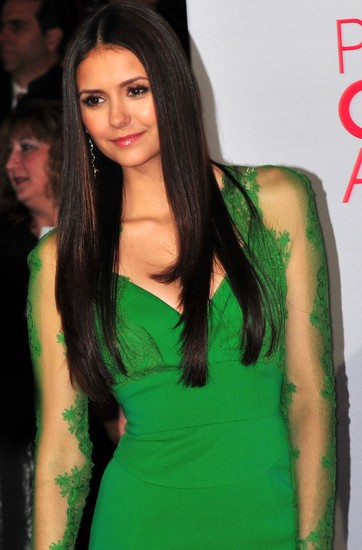
نینا دوبرو در سی و نهمین مراسم جوایز برگزیدهٔ مردم - سال ۲۰۱۲

### فیلم
| سال    | فیلم                            | نقش           | توضیحات                                    |
| ------ | ------------------------------- | ------------- | ------------------------------------------ |
| ۲۰۰۶   | دور از او                       | مونیکا        |                                            |
| ۲۰۰۶   | بازی خانگی                      | فرنی مک کنزی  | دوران جوانی فرنی مک کنزی                   |
| ۲۰۰۷   | او چگونه حرکت می‌کند             | دختر          | یک دختر قد بلند در حمام                    |
| ۲۰۰۷   | قطعات فراری                     | بلا           | خواهر جیکوب بیر                            |
| ۲۰۰۷   | بیش از حد جوان بودن برای ازدواج | جسیکا         | نقش اصلی                                   |
| ۲۰۰۷   | شاعر                            | راشل          | نقش اصلی                                   |
| ۲۰۰۷   | راز دختر من                     | جاستین دایسرت | نقش اصلی                                   |
| ۲۰۰۸   | هرگز گریه نکن گرگینه            | لورن هانست    | نقش اصلی                                   |
| ۲۰۰۸   | بازار آمریکایی                  | الی شپرد      | نقش اصلی                                   |
| ۲۰۰۸   | قانون موکی                      | روزابلا       | نقش اصلی                                   |
| ۲۰۰۹   | دگراسی به هالیوود می‌رود         | میا جونز      | یک مادر نوجوان                             |
| ۲۰۰۹   | کلویی                           | آنا           | دوست دختر مایکل استوارت                    |
| ۲۰۱۱   | هم‌اتاقی                         | ماریا         | دوست ربکا                                  |
| ۲۰۱۱   | آرنا                            | لوری لورد     | همسر حامله دیوید                           |
| ۲۰۱۲   | مزایای سر به زیر بودن           | کندیس         | خواهر چارلی کلمکیز                         |
| ۲۰۱۴   | بیا پلیس باشیم                  | جوزی          | پیشخدمت کافه                               |
| ۲۰۱۵   | دختران نهایی                    | ویکی سامرز    | دوست دختر سابق کریس                        |
| ۲۰۱۶   | روز میهن‌پرستان                  |               |                                            |
| ۲۰۱۷   | تریپل اکس: بازگشت زندر کیج      | بکی کلریدج    |                                            |
| ۲۰۱۷   | مرگ‌بازان                        | مارلو         |                                            |
| ۲۰۱۷   | رابطه یک‌شبه                     | هانا          |                                            |
| ۲۰۱۸   | بعد تو آمدی                     | ایزی          |                                            |
| ۲۰۱۸   | روزهای سگی                      | الیزابت       |                                            |
| ۲۰۱۹   | این شهر را اداره کنید           | اشلی          |                                            |
| ۲۰۱۹   | روز شانس                        | کلویی         |                                            |
| ۲۰۲۱   | باله                            |               | تهیه کننده اجرایی                          |
| ۲۰۲۱   | عشق شدید                        | ناتالی باوِر   |                                            |
| ۲۰۲۱   | یک                              |               | فیلم کوتاه؛ کارگردان، نویسنده و تهیه کننده |
| ۲۰۲۲   | رستگاری عشق                     | مِی            |                                            |
| ۲۰۲۳   | آجرکار                          | کیت           |                                            |
| پیش رو | دختر بیمار                      | رن پپر        | همچنین تهیه کننده اجرایی                   |
| پیش رو | قانون شکن                       |               | فیلمبرداری                                 |

### تلویزیون
| سال       | فیلم              | نقش | توضیحات                            |
| --------- | ----------------- | --- | ---------------------------------- |
| ۲۰۰۹–۲۰۰۶ | دگراسی : نسل بعدی | میا جونز | ۵۲ قسمت                            |
| ۲۰۰۸      | مرز               | مایا | ۲ اپیزود                           |
| ۲۰۰۹      | ساعت یازدهم       | گریس دال | اپیزود: "Eternal"                  |
| ۲۰۱۴      | اصیل‌ها            | تاتیا | قسمت: "Red Door"                   |
| ۲۰۱۴      | مرغ ربات          | کورتانا، ابی، جنی کارن                                                                                         | نقش صدا؛ قسمت: "Panthropologie"    |
| ۲۰۰۹–۲۰۱۵ | خاطرات خون‌آشام    | الینا گیلبرت / کاترین پیرس                                                                                     | نقش اصلی                           |
| ۲۰۱۶      | مسابقه لب‌خوانی    | خودش | اپیزود: "Tim Tebow vs Nina Dobrev" |
| ۲۰۱۷      | کارگران           | کورتن | اپیزود: "Termidate"                |
| ۲۰۱۹      | فام               | style="background:#bfd; color:black; vertical-align:middle; text-align:center; " class="table-yes2" \|نقش اصلی |                                    |

### صداپیشگی
| سال  | فیلم                  | نقش                 | اپیزود                                  |
| ---- | --------------------- | ------------------- | --------------------------------------- |
| ۲۰۱۱ | مرد خانواده           | قلدر دبیرستان لوئیس | اپیزود: "Trading Places"                |
| ۲۰۱۱ | Super Hero Squad Show | الن                 | اپیزود: "This Man-Thing, This Monster!" |
| ۲۰۰۹ | Merry Madagascar      | کوپید               | انیمیشن تلویزیونی                       |

موریک ویدیو
| سال  | عنوان                | هنرمند                          |
| ---- | -------------------- | ------------------------------- |
| ۲۰۰۹ | "You Got That Light" | Wade Allain-Marcus & David Baum |
| ۲۰۱۸ | "I'm Upset"          | Drake                           |

جوایز و نامزدها
| سال  | جایزه                      | دسته                                                | کار نامزد شده              | نتیجه    |
| ---- | -------------------------- | --------------------------------------------------- | -------------------------- | -------- |
| ۲۰۱۰ | جوایز برگزیده نوجوانان     | بازیگر زن تلویزیون. فانتزی/علمی تخیلی               | خاطرات خون اشام            | برنده    |
| ۲۰۱۰ | جوایز برگزیده نوجوانان     | ستاره Breakout – زن                                 | خاطرات خون اشام            | برنده    |
| ۲۰۱۰ | جوایز جوان هالیوود         | ارزش تماشا با ایان سامرهلدر و پل وسلی               | خاطرات خون اشام            | برنده    |
| ۲۰۱۰ | جوایز جوان هالیوود         | Making Their Mark                                   | خاطرات خون اشام            | برنده    |
| ۲۰۱۱ | جوایز برگزیده نوجوانان     | جذاب ترین- زن                                       | خاطرات خون اشام            | نامزد شد |
| ۲۰۱۱ | جوایز برگزیده نوجوانان     | بازیگر زن تلویزیون. فانتزی/علمی تخیلی               | خاطرات خون اشام            | برنده    |
| ۲۰۱۱ | جوایز برگزیده نوجوانان     | خون آشام انتخابی                                    | خاطرات خون اشام            | نامزد شد |
| ۲۰۱۲ | جوایز برگزیده مردم         | بازیگر زن مورد علاقه درام تلویزیونی                 | خاطرات خون اشام            | برنده    |
| ۲۰۱۲ | انجمن منتقدان فیلم سن دیگو | بهترین اجرای گروه                                   | مزایای گوشه‌گیر بودن        | برنده    |
| ۲۰۱۲ | جوایز برگزیده نوجوانان     | بازیگر زن تلویزیون. فانتزی/علمی تخیلی               | خاطرات خون اشام            | برنده    |
| ۲۰۱۳ | جوایز برگزیده مردم         | بازیگر زن مورد علاقه دراماتیک تلویزیون              | خاطرات خون اشام            | نامزد شد |
| ۲۰۱۳ | جوایز برگزیده نوجوانان     | بازیگر زن تلویزیون. فانتزی/علمی تخیلی               | خاطرات خون اشام            | برنده    |
| ۲۰۱۴ | MTV Fandom Awards          | Ship of the Year (with Ian Somerhalder)             | خاطرات خون اشام            | برنده    |
| ۲۰۱۴ | جوایز برگزیده مردم         | Favorite On-Screen Chemistry (with Ian Somerhalder) | خاطرات خون اشام            | برنده    |
| ۲۰۱۴ | جوایز برگزیده مردم         | بازیگر زن مورد علاقه تلویزیون علمی تخیلی/فانتزی     | خاطرات خون اشام            | نامزد شد |
| ۲۰۱۴ | جوایز برگزیده نوجوانان     | بازیگر زن تلویزیون. فانتزی/علمی تخیلی               | خاطرات خون اشام            | برنده    |
| ۲۰۱۴ | جوایز جوان هالیوود         | بهترین فیلم سه نفری (با پل وسلی و یان سامرهالدر)    | خاطرات خون اشام            | برنده    |
| ۲۰۱۴ | جوایز جوان هالیوود         | بازیگر زن مورد علاقه طرفداران                       | خاطرات خون اشام            | نامزد شد |
| ۲۰۱۵ | جوایز برگزیده مردم         | بازیگر زن مورد علاقه تلویزیون علمی تخیلی/فانتزی     | خاطرات خون اشام            | نامزد شد |
| ۲۰۱۵ | جوایز برگزیده مردم         | دوتایی تلویزیونی مورد علاقه (با ایان سامرهالدر)     | خاطرات خون اشام            | برنده    |
| ۲۰۱۵ | جوایز برگزیده نوجوانان     | بازیگر زن تلویزیون. فانتزی/علمی تخیلی               | خاطرات خون اشام            | برنده    |
| ۲۰۱۵ | جوایز برگزیده نوجوانان     | تلویزیون: لیپلاک (با یان سامرالدر)                  | خاطرات خون اشام            | برنده    |
| ۲۰۱۷ | جوایز برگزیده نوجوانان     | انتخاب بازیگر زن فیلم: اکشن                         | تریپل اکس: بازگشت زندر کیج | نامزد شد |
| ۲۰۱۹ | جوایز برگزیده نوجوانان     | انتخاب بازیگر زن کمدی تلویزیون                      | Fam (TV series)            | برنده    |